# فرد فوكس
فرد فوكس (بالإنجليزية: Fred Fox)‏ (و. 1884 – 1949 م) هو ممثل، وممثل أفلام، ومخرج أفلام بريطاني، ولد في لندن، توفي في لوس أنجلوس، عن عمر يناهز 65 عاماً، بسبب نوبة قلبية.

## جوائز
حصل على جوائز منها:

Academy Award for Best Assistant Director ‏

## وصلات خارجية
- فرد فوكس على موقع IMDb (الإنجليزية)
- فرد فوكس على موقع أول موفي (الإنجليزية)
- فرد فوكس على موقع قاعدة بيانات الفيلم (الإنجليزية)